# Lozay
Lozay är en kommun i departementet Charente-Maritime i regionen Nouvelle-Aquitaine i västra Frankrike. Kommunen ligger  i kantonen Loulay som ligger i arrondissementet Saint-Jean-d'Angély. År 2022 hade Lozay 155 invånare.

## Befolkningsutveckling
Antalet invånare i kommunen Lozay
Referens:INSEE